# Відчайдушні ковбої
«Відчайдушні ковбої» (англ. The Good Old Boys) — американський телевізійний фільм режисера Томмі Лі Джонса, знятий у 1995 році за книгою Елмера Келтона.
За сюжетом пригодницької драми, на початку 20 століття старий ковбой Г'ю Келловей (актор/режисер Томмі Лі Джонс) вирушає на допомогу молодшому братові Коттону (актор Метт Деймон), який може залишитися без своєї ферми.

## У ролях
| Актери                                 | Персонажі                             |
| -------------------------------------- | ------------------------------------- |
| Томмі Лі Джонс (Tommy Lee Jones)       | Гевей Келловей (Hewey Calloway)       |
| Террі Кінні (Terry Kinney)             | Валтер Келловей (Walter Calloway)     |
| Френсіс Макдорманд (Frances McDormand) | Ева Келловей (Eve Calloway)           |
| Сем Шепард (Sam Shepard)               | Снорт Ярніл (Snort Yarnell)           |
| Сісі Спачек (Sissy Spacek)             | Спрінг Ренфро (Spring Renfro)         |
| Хоакін Джексон (Joaquin Jackson)       | Шеріф Вес Вілер (Sheriff Wes Wheeler) |
| Вілфорд Брімлі (Wilford Brimley)       | Сі-Сі Тарплі (C.C. Tarpley)           |
| Метт Деймон (Matt Damon)               | Коттон Келловей (Cotton Calloway)     |
| Волтер Олькевич (Walter Olkewicz)      | Френк Гервін (Frank 'Fat' Gervin)     |
| Блейн Вівер (Blayne Weaver)            | Томмі Келловей (Tommy Calloway)       |
| Брюс Макгіл (Bruce McGill)             | Міський маршал (City Marshall)        |